# Omar Richards
Omar Tyrell Crawford Richards (ur. 15 lutego 1998 w Londynie) – angielski piłkarz, występujący na pozycji obrońcy w angielskim klubie Nottingham Forest. Wychowanek Fulham, w trakcie swojej kariery grał także w takich zespołach, jak Reading oraz Bayern Monachium. Młodzieżowy reprezentant Anglii.

## Sukcesy
Bayern Monachium
- Mistrzostwo Niemiec: 2021/22